# Trizonen

Ockupationszonerna i Tyskland.

Trizonen  (tyska: Trizone) kallades det område som skapades när Frankrike anslöt sig till Bizonen som skapats av USA och Storbritannien genom sammanslagning av deras zoner. Trizonen innebär ett steg mot Västtyskland då man lade samman de tre zonerna ekonomiskt och politiskt. Trizonen var det som 1949 blev Västtyskland.